# Metastelma
Metastelma là chi thực vật có hoa trong họ Apocynaceae.